# Episodi di Visite a domicilio (terza stagione)
La terza stagione della serie televisiva Visite a domicilio è stata trasmessa in anteprima negli Stati Uniti d'America dalla CBS tra il 2 novembre 1981 e il 13 settembre 1982.
| nº | Titolo originale               | Titolo italiano | Prima TV USA      | Prima TV Italia |
| -- | ------------------------------ | --------------- | ----------------- | --------------- |
| 1  | Lust Weekend                   |                 | 2 novembre 1981   |                 |
| 2  | The Kensington Connection      |                 | 9 novembre 1981   |                 |
| 3  | Uncle Digby                    |                 | 16 novembre 1981  |                 |
| 4  | The Sex Police                 |                 | 23 novembre 1981  |                 |
| 5  | Bradley's Brat                 |                 | 30 novembre 1981  |                 |
| 6  | The Yes Man                    |                 | 7 dicembre 1981   |                 |
| 7  | Doctor Soloman and Mister Hide |                 | 14 dicembre 1981  |                 |
| 8  | Son of Emergency               |                 | 21 dicembre 1981  |                 |
| 9  | Losers Weepers                 |                 | 28 dicembre 1981  |                 |
| 10 | Fun with Doc & Jane            |                 | 4 gennaio 1982    |                 |
| 11 | Gays of Our Lives              |                 | 11 gennaio 1982   |                 |
| 12 | Man for All Surgeons           |                 | 18 gennaio 1982   |                 |
| 13 | Con-Con                        |                 | 25 gennaio 1982   |                 |
| 14 | Alien Food                     |                 | 1º febbraio 1982  |                 |
| 15 | It Ain't Necessary to Sew      |                 | 8 febbraio 1982   |                 |
| 16 | Conventional Warfare           |                 | 15 febbraio 1982  |                 |
| 17 | Hook, Line & Sinker            |                 | 22 febbraio 1982  |                 |
| 18 | Campaign in the Neck           |                 | 1º marzo 1982     |                 |
| 19 | Rising Cost of Poverty         |                 | 8 marzo 1982      |                 |
| 20 | Deafenwolf                     |                 | 22 marzo 1982     |                 |
| 21 | The Weatherbys Ride Again      |                 | 24 maggio 1982    |                 |
| 22 | Ducks of Hazzard               |                 | 31 maggio 1982    |                 |
| 23 | In Norman We Trust             |                 | 30 agosto 1982    |                 |
| 24 | Bone of My Bone                |                 | 13 settembre 1982 |                 |